# Liden museurt
Liden Museurt (Filago minima) er en op til 20 cm høj gråfiltet urt, der ofte er gaffelgrenet. De gullige blomster sidder i kurve der er op 4 mm lange, og er samlet i hoveder med 1-7 kurve. Disse  sidder i forgreninger og på grenender og på grenstykker, jævnt fordelt på hele planten. 
I Danmark er den almindelig i det meste af Jylland, men ret sjælden på Øerne.
Den findes på dyrket jord, græsland, hede og i vejkanter. Den blomstrer i juli-august, men nogle gange også senere på  efteråret.